# Puterea Sclaviei
Puterea Sclaviei, sau sclavocrația, este un termen ce se referă la puterea politică exercitată în cadrul guvernul federal al SUA de către proprietarii de sclavi în deceniile anilor 1840 și 1850, înainte de Războiul Civil. Activiștii împotriva sclaviei, în frunte cu Frederick Douglass, condamnau cu ardoare în acea perioadă ceea ce ei considerau a fi o influență disproporționată și coruptă exercitată de sudiștii bogați. Argumentul lor era că acest mic grup de înstăriți proprietari de sclavi uzurpase controlul politic asupra propriilor state și încercau să facă același lucru cu guvernul federal într-un mod ilegitim pentru a extinde și proteja sclavia. Argumentul a fost ulterior folosit pe scară largă de Partidul Republican care s-a format în 1854–1855 pentru a se opune extinderii sclaviei.
Principala problemă exprimată de termenul de putere a sclavilor era neîncrederea în puterea politică a clasei deținătorilor de sclavi. O astfel de neîncredere era împărtășită inclusiv de mulți care nu erau aboliționiști; cei care erau motivați mai mult de o posibilă amenințare la adresa echilibrului politic sau de imposibilitatea de a concura cu munca neplătită prestată de sclavi, decât de felul cum sunt tratați sclavii. Persoane cu viziuni divergente în multe alte probleme (unii care îi agreau pe negrii și alții care îi detestau, unii care denunțau sclavia ca păcat și alții care promiteau că îi garantează protecția în Sudul Profund⁠(d)) își puteau totuși uni vocile pentru a ataca slavocrația. Elementul „Pământ liber” sublinia că bogații proprietari de sclavi s-ar muta pe un nou teritoriu, și-ar folosi banii pentru a cumpăra toate pământurile roditoare, apoi își vor folosi sclavii pentru a lucra acele pământuri, nemailăsând oportunități fermierilor liberi. Până în 1854, Partidul Pământului Liber fusese absorbit în mare parte de noul Partid Republican.
Termenul a fost popularizat de scriitori antisclavie precum Frederick Douglass, John Gorham Palfrey⁠(d), Josiah Quincy III⁠(d), Horace Bushnell⁠(d), James Shepherd Pike⁠(d) și Horace Greeley. Printre politicienii care puneau accent pe această temă s-au numărat John Quincy Adams, Henry Wilson și William Pitt Fessenden⁠(d). Abraham Lincoln a folosit conceptul după 1854, dar nu și termenul. Ei au arătat, printr-o combinație de argumente emoționale și date statistice concrete, că Sudul deținea de multă vreme un nivel disproporționat de putere în Statele Unite. Istoricul Allan Nevins⁠(d) susține că „aproape toate grupurile... au înlocuit în mod constant rațiunea cu emoția.... Frica hrănea ura, iar ura hrănea frica.”
Existența unei Puteri a Sclaviei a fost respinsă de sudiști la acea vreme și considerată falsă de mulți istorici ai anilor 1920 și 1930, care puneau accent pe diviziunile interne din Sud dinainte de 1850. Ideea că ar fi existat o Putere a Sclaviei a revenit parțial în gândirea istoricilor neoaboliționiști⁠(d) de după 1970 și nu există nicio îndoială că a fost un factor puternic în sistemul de credință anti-sclavie din Nord. Era retorică standard pentru toate facțiunile Partidului Republican.

Această putere se extindea asupra ambasadorilor și consulilor americani:
„Era vremea când sclavia domina totul. Cu greu găseai vreun consul ori agent politic american în vreun colț al lumii, sau pe orice insulă a mării, care să nu fie un susținător al puterii sclaviei. Am văzut o mare parte din acești reprezentanți naționali în călătoriile mele în jurul lumii, și era imposibil să găsești în vreun birou deasupra căruia flutura drapelul american un ziar care să nu fie în favoarea intereselor sclaviei. Sub acoperișurile oficiale americane nu era tolerat niciun exemplar din New York Tribune⁠(d) sau Evening Post⁠(d). Fiecare ambasadă și consulat, din toată lumea, era un centru de influență pentru sclavie și împotriva libertății. Ar trebui să ținem cont de asta atunci când acuzăm țările străine că nu acceptă imediat Statele Unite ca putere antisclavie, înclinată spre distrugerea sclaviei, din primele zile ale războiului nostru civil. Vreme de douăzeci de ani, negustori, navigatori sau călători străini au văzut în oficialii americani numai susținători dedicați și pregătiți ai puterii sclaviei, și singurele dovezi ale opiniei publice din țară găsite în aceste posturi oficiale, la care se face atât de mult recurs și în care se pune atât de multă încredere, sunt toate de același caracter.”

## Context

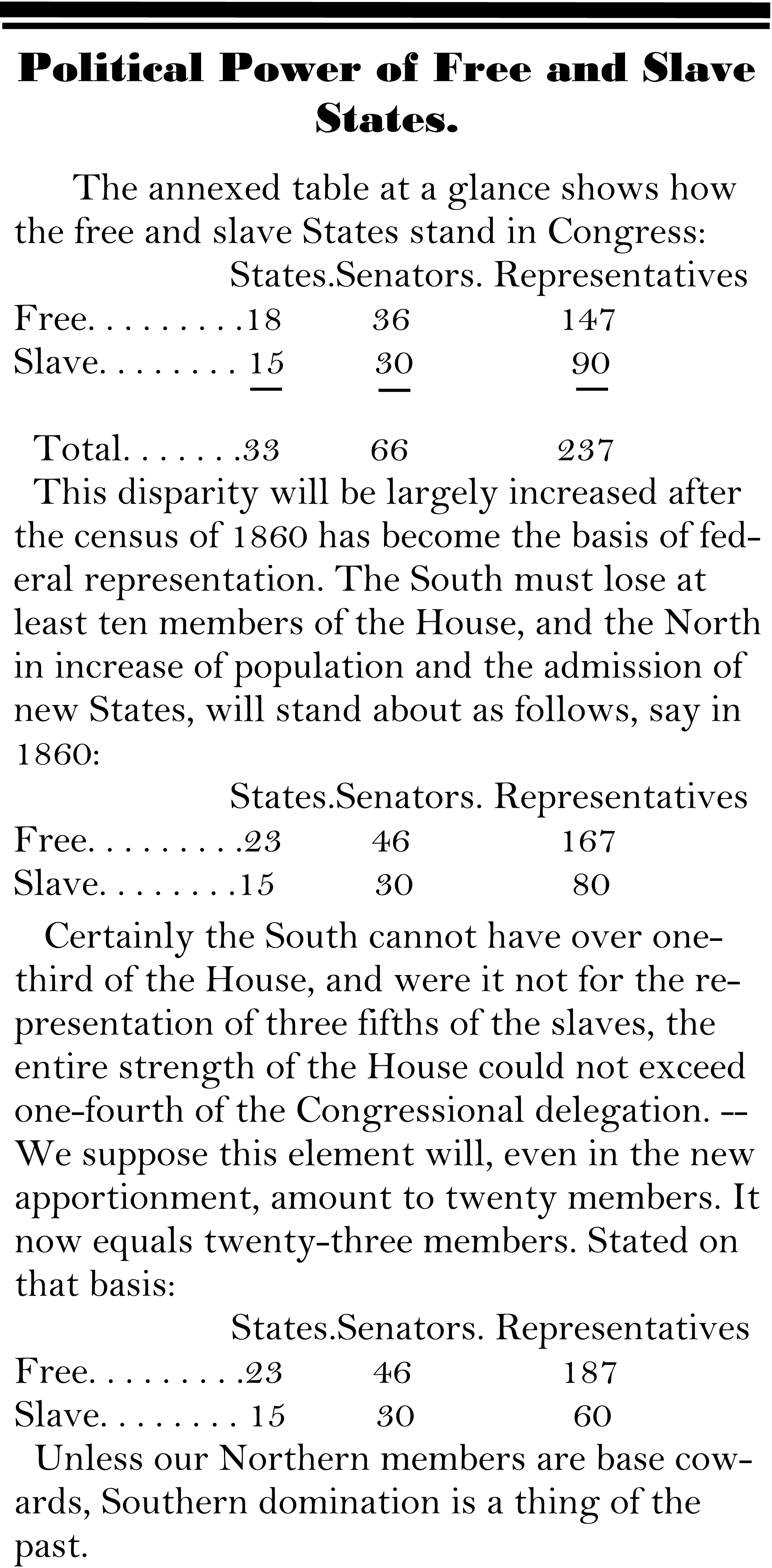
Massachusetts, Wooster Republican, (reproducere)

Problema pusă de sclavie, potrivit multor politicieni nordici, nu era doar maltratarea sclavilor (o temă pe care o subliniau aboliționiștii), ci mai degrabă amenințarea politică la adresa republicanismului⁠(d) american, în special cum era el îmbrățișat în statele libere din Nord. Partidul Pământul Liber a emis pentru prima dată acest avertisment în 1848, argumentând că anexarea Texasului ca stat sclavagist este o greșeală teribilă. Retorica acestora a fost preluată de Partidul Republican când a apărut în 1854.
Republicanii mai susțineau și că sclavia era ineficientă din punct de vedere economic, în comparație cu munca liberă și că este un factor de descurajare pentru modernizarea pe termen lung a Americii. Mai rău, spuneau republicanii, Puterea Sclaviei, adânc înrădăcinată în Sud, preia în mod sistematic controlul asupra Casei Albe, Congresului și Curții Supreme. Senatorul și guvernatorul Salmon P. Chase din Ohio a fost un inamic declarat al Puterii Sclaviei, la fel ca și senatorul Charles Sumner din Massachusetts.

## Puterea Sudului
Puterea Sudului deriva dintr-o combinație de factori. „Clauza celor trei cincimi⁠(d)” (faptul că 100 de sclavi erau numărați drept 60 de cetățeni în scopul atribuirii de locuri în Cameră și deci și pentru voturile în Colegiul Electoral) oferea Sudului o reprezentare disproporționată la nivel național.
„Cu mai puțin de o treime din populația liberă, și mai puțin de o treime din avuție, ei au dat unsprezece președinți din șaisprezece; șaptesprezece judecători ai Curții Supreme din douăzeci și opt; paisprezece procurori generali din nouăsprezece; șaizeci și unul de președinți ai Senatului din șaptezeci și șapte; douăzeci și unul de președinți ai Camerei Reprezentanților din treizeci și trei; optzeci și patru de ambasadori din osută treizeci și patru; și cu o disparitate similară la toate nivelurile Guvernului General.”
Era critică paritatea în Senat, prin care un nou stat sclavagist era admis în tandem cu un nou stat liber. Unitatea regională peste liniile de partid era esențială pentru voturile-cheie. În Partidul Democrat, un candidat la președinție trebuia să fie votat în convenția națională cu votul a două treimi pentru a fi nominalizat. De asemenea, era esențial ca unii nordici — „Doughfaces⁠(d)” — să colaboreze cu Sudul, cum a fost cazul în dezbaterile referitoare la clauza celor trei cincimi în sine în 1787, Compromisul din Missouri din 1820, regula tăcerii⁠(d) în Cameră (1836–1844), și subiectul mai larg al prevederii Wilmot⁠(d) și al expansiunii sclaviei în sud-vest după Războiul Mexican din 1846–1848. Cu toate acestea, populația Nordului – și locurile corespunzătoare din Cameră – creșteau mult mai repede decât ale Sudului, așa că echilibrul era în mod evident nesustenabil. Cum republicanii câștigau implacabil în fiecare an, opțiunea secesiunii a devenit din ce în ce mai atractivă pentru Sud. Secesiunea era o opțiune sinucigașă, după cum își dădeau seama unii lideri, și după cum de mult anticipase John Quincy Adams. Secesiunea, susținea James Henry Hammond⁠(d) din Carolina de Sud, amintește de „japonezii care, atunci când sunt insultați, își deschid propriile măruntaie”. Și totuși, când a venit secesiunea în 1860, Hammond s-a conformat. Istoricul Leonard Richards concluzionează: „cei ca Hammond sunt cei care au distrus în cele din urmă Puterea Sclaviei. Pentru că ei au condus Sudul să iasă din Uniune, șaptezeci și doi de ani de dominație a stăpânilor de sclavi s-au încheiat.”

## Amenințare la adresa republicanismului
Din punctul de vedere al multor nordici, presupusul compromis definitiv din 1850 a fost urmat de o serie de manevre (cum ar fi Legea Kansas-Nebraska, decizia în cazul Dred Scott etc.) în care Nordul a renunțat la câștigurile convenite anterior fără a primi nimic în schimb, precum și de o serie agresivă de solicitări din ce în ce mai intense și mai extreme ale Sudului. Mulți nordici care nu aveau nicio preocupare specială pentru negri au ajuns la concluzia că sclavia nu merită păstrată dacă protecția ei presupune distrugerea sau compromiterea serioasă a democrației în rândul albilor. Astfel de percepții au condus la mișcarea Anti-Nebraska⁠(d) din 1854–1855, urmată de organizarea Partidului Republican.

## Adversarii
Istoricul Frederick J. Blue (2006) explorează motivele și acțiunile celor care au jucat rol de susținere, dar nu central, în politica antisclavie — cei care au întreprins munca banală de a organiza partide locale, a organiza convenții, a edita ziare și, în general, au animat și agitat discuția pe teme legate de sclavie. Erau un număr mic, dar critic de voci care, începând cu sfârșitul anilor 1830, s-au luptat cu instituția sclaviei prin activism politic. În fața unor sarcini foarte dificile și a unei opoziții puternice, activiștii au insistat că emanciparea și egalitatea rasială ar putea fi realizate doar prin procesul politic. Printre activiștii reprezentativi s-au numărat: Alvan Stewart, un organizator al Partidului Libertății din New York; John Greenleaf Whittier⁠(d), poet, jurnalist și activist al Partidului Libertății din Massachusetts; Charles Henry Langston⁠(d), un dascăl afro-american din Ohio; Owen Lovejoy⁠(d), un congresman din Illinois, al cărui frate Elijah⁠(d) a fost ucis de o gloată pro-sclavie; Sherman Booth⁠(d), jurnalist și organizator al Partidului Libertății din Wisconsin; Jane Gray Swisshelm⁠(d), jurnalistă din Pennsylvania și Minnesota; George W. Julian⁠(d), un congresman din Indiana; David Wilmot⁠(d), un congresman din Pennsylvania, a cărui prevedere Wilmot⁠(d) a încercat să oprească expansiunea sclaviei în sud-vest; Benjamin Wade⁠(d) și Edward Wade⁠(d), senator și, respectiv, congresman, din Ohio; și Jessie Benton Frémont⁠(d) din Missouri și California, soția candidatului republican la președinție în 1856, John C. Frémont.

## Impactul liber-pământiștilor democrați
Democrații care s-au adunat la Partidul Pământul Liber al lui Martin Van Buren în 1848 au fost studiați de Earle (2003). Ideile lor despre rase ocupau un spectru larg, dar au reușit totuși să modeleze argumente noi și vitale împotriva sclaviei și a extinderii acesteia, bazate pe angajamentul de lungă durată al democrației jacksoniane⁠(d) față de egalitarism și ostilitatea față de puterea centralizată. Legând poziția lor împotriva sclaviei de o agendă de reformă funciară care făcea presiuni pentru pământ gratuit pentru coloniști săraci — realizată prin Legea Gospodăriilor din 1862 — alături de pământul liber de sclavie, democrații liber-pământiști au forțat realinieri politice majore în New York, New Hampshire, Massachusetts, și Ohio. Politicieni democrați precum Wilmot, Marcus Morton⁠(d), John Parker Hale⁠(d) și chiar fostul președinte Van Buren s-au transformat în lideri antisclavie. Mulți au intrat în noul partid republican după 1854, aducând cu sine idei jacksoniene despre proprietate și egalitate politică, și ajutând la transformarea mișcării antisclaviei dintr-o cruciadă aflată în impas într-o mișcare politică de masă care a ajuns la putere în 1860.

## Casa dezbinată
În celebrul său discurs „Casa dezbinată” din iunie 1858, Abraham Lincoln a acuzat că senatorul Stephen A. Douglas, președintele James Buchanan, predecesorul său, Franklin Pierce și președintele Curții Supreme⁠(d) Roger B. Taney au făcut toți parte dintr-un complot de naționalizare a sclaviei, așa cum, spunea el, demonstrează decizia Dred Scott a Curții Supreme din 1857.
Alți republicani arătau cu degetul spre violențele din Kansas, atacul brutal asupra senatorului Sumner⁠(d), atacurile asupra presei aboliționiste⁠(d) și eforturile de a anexa Cuba (Manifestul de la Ostend⁠(d)) ca dovadă că Puterea Sclaviei este violentă, agresivă și expansivă.
Singura soluție, insistau republicanii, era un nou angajament față de munca liberă și un efort deliberat de a opri orice extindere teritorială a sclaviei. Democrații din Nord răspundeau că totul este o exagerare și că republicanii sunt paranoici. Colegii lor din Sud vorbeau însă despre secesiune, argumentând că raidul lui John Brown din 1859 demonstrează că republicanii erau gata să le atace regiunea și să le distrugă modul de viață.
Felicitându-l pe președintele ales Lincoln în 1860, Salmon P. Chase a exclamat: „Obiectul dorințelor și muncii mele timp de nouăsprezece ani este îndeplinit prin răsturnarea Puterii Sclaviei”, adăugând că acum era clară calea „către instituirea politică a libertății” — ceva ce avea însă să vină abia după patru ani distrugători de război civil.

### Cultul domesticității
Jessie Fremont⁠(d), soția primului candidat republican la președinție, a scris poezie de campanie pentru alegerile din 1856. Grant spunea că poeziile ei leagă cultul domesticității⁠(d) din acea vreme de ideologia emergentă a noului partid. Poeziile ei sugerau că nordicii care au conciliat Puterea Sclaviei își răspândeau propria sterilitate, în timp ce bărbații virili care votau cu republicanii reproduceau, prin propria lor mântuire, un viitor Vest liber. Potrivit lui Grant, codul domesticității ajuta astfel aceste poezii să definească acțiunea politică colectivă ca fiind construită pe punctele forte ale muncii libere.

### Centralizarea
Istoricul Henry Brooks Adams⁠(d) (nepotul teoreticianului Puterii Sclaviei, John Quincy Adams) a explicat că Puterea Sclaviei este o forță centralizatoare:
Nu există nicio legătură necesară între puterea sclaviei și drepturile statelor. Atunci când deținea controlul, puterea sclaviei era o influență centralizatoare și faptele ei erau cele mai considerabile încălcări ale drepturilor statelor. Achiziția și admiterea Louisianei; Embargoul⁠(d); Războiul din 1812; anexarea Texasului „prin rezoluție comună” [și nu prin tratat]; războiul cu Mexicul, declarat prin simplul anunț al președintelui Polk; Legea Sclavilor Fugitari⁠(d); decizia Dred Scott — toate triumfuri ale puterii sclaviei — au făcut mult mai mult decât taxele vamale sau îmbunătățirile interne, care la originea lor erau și măsuri ale Sudului, pentru a distruge însăși memoria drepturilor statelor așa cum existau în 1789. Ori de câte ori se punea problema extinderii sau protejării sclaviei, deținătorii de sclavi deveneau prieteni cu puterea centralizată și foloseau acea armă periculoasă cu un fel de frenezie. Sclavia necesita de fapt centralizare pentru a se menține și a se proteja, dar avea nevoie de controlul asupra mașinii centralizate; avea nevoie de principii despotice de guvernare, dar avea nevoie de ele exclusiv pentru uzul propriu. Astfel, în adevăr, drepturile statelor erau protecția statelor libere și, de fapt, în timpul dominației puterii sclaviei, Massachusetts a făcut apel la acest principiu protector la fel de des și aproape la fel de tare cum a făcut și Carolina de Sud.